# Rhodia
Rhodia S.A. mit Sitz in Courbevoie bei Paris war ein börsennotierter Chemiekonzern, der 1998 durch Ausgliederung der Sparten Chemie, Fasern und Polymere aus dem Konzern Rhône-Poulenc entstand, als dieser mit der damaligen Hoechst zu Aventis fusionierte. 2011 wurde der Konzern für 3,4 Mrd. Euro von der belgischen Solvay übernommen.

## Tätigkeitsfelder
Rhodia ist ein Unternehmen der Spezialchemie mit Kernkompetenzen in der anwendungsorientierten Chemie und der Feinchemie sowie im Bereich Spezialwerkstoffe und Dienstleistungen.

## Geschäftsbereiche
Die Gruppe ist in sieben Geschäftsbereichen, die in drei Gruppen zusammengefasst werden, tätig:

### Performance Materials
- Rhodia Polyamide

Weltweit zweitgrößter Hersteller von Polyamiden im Jahr 2004, vertreibt technische Kunststoffe auf den Märkten Automobil, Elektrotechnik & Elektronik, Consumer & Industrial Goods, Spezialfasern und Garne für Reifen und Airbags, sowie Fasern und Mikrofasern für Flock-Oberflächen und Bodenbeläge.
- Rhodia Acetow

Rhodia Acetow ist einer der drei Marktführer für Celluloseacetatfasern zur Herstellung von Zigarettenfiltern.

### Functional Chemicals
- Rhodia Novecare

Novecare entwickelt Tenside, Phosphorderivate, Bio-Polymere (Guar und Guarderivate) sowie Spezialmonomere und -polymere für zahlreiche Anwendungsgebiete wie Wasch- und Reinigungsmittel, Kosmetik, Ölförderung, Agrochemie, Textilhilfsmittel, Wasseraufbereitung und Metallbearbeitung.
- Rhodia Silcea

Mit seltenen Erden, Silikaten und Silikonen ist Silcea auf den Märkten Automobil (speziell Abgasreduzierung, Airbags, Dichtungen), Reifen, Elektronik, Baustoffindustrie, Health Care, Papier- und Textilbeschichtungen tätig.

### Organics and Services
- Rhodia Eco Services

Eco Services ist ein Marktführer für Schwefelsäurerecycling und bietet seinen Kunden, speziell Raffinerien, einen kompletten umweltfreundlichen und kostengünstigen Service von der Abholung der gebrauchten Schwefelsäure bis zur Belieferung mit frischer Schwefelsäure an.
- Rhodia Organics

Mit den Produktlinien Diphenole und Derivate, aliphatische Isocyanate, Trifluoressigsäure (TFA) und Derivate sowie Salicylate ist Rhodia Organics unter anderem auf den Märkten Aromen & Riechstoffe, Farben und Lacke für industrielle Anwendungen, Polymerisationsinhibitoren, Electronics und Agrochemie tätig.
- Rhodia Energy

## Geschäftszahlen
Mit 19.444 Mitarbeitern weltweit tätigte die Rhodia-Gruppe im Jahre 2005 einen Umsatz von über 5 Milliarden Euro.